# Стебунов, Иван Сергеевич
Ива́н Серге́евич Стебуно́в (род. 9 ноября 1981, Павловск, Алтайский край) — российский актёр театра, кино и телевидения, кинорежиссёр, сценарист и продюсер.

## Биография
Родился 9 ноября 1981 года в Павловске Алтайского края в семье заслуженной артистки России, актрисы Новосибирского  театра юного зрителя Ольги Стебуновой (р. 13.04.1960). Старшая сестра — актриса МТЮЗа Алёна Стебунова (р. 16.10.1979).
Параллельно с учёбой в школе играл в Новосибирском  молодёжном театре «Глобус» в тех спектаклях, где требовались дети: «Аладдин», «Щелкунчик», «Синяя птица», «Старая, старая сказка».
Занимался греко-римской борьбой, становился призёром различных соревнований, но из-за травмы прекратил занятия спортом.
По окончании девяти классов средней школы поступил в Новосибирское театральное училище, но со второго курса был отчислен. После отчисления отправился в Санкт-Петербург, где поступил в Санкт-Петербургскую академию театрального искусства (курс Г. Тростянецкого и Ю. Бутусова). Окончил обучение в 2003 году. В 2006−2015 — актёр театра «Современник».
Окончил Высшие курсы сценаристов и режиссёров. В 2011 году он снял свою первую короткометражку «Седьмой».
В мае 2020 года благодаря поддержке зрителей победил в 11-м сезоне телевизионного шоу «Танцы со звёздами» на канале «Россия 1» в паре с Инной Свечниковой. В 2020 снялся в клипе певицы KARINA на песню "Художник".

## Семья
Отец — Сергей Алексеевич Стебунов, бизнесмен, владелец новосибирской фирмы по продаже автомасел. Мать — Ольга Михайловна Стебунова (род. 1960), Заслуженная артистка России, актриса Новосибирского академического молодёжного театра «Глобус», директор Фестивального агентства «АСИС».
Старшая сестра — Алёна Стебунова (род. 1979), актриса Московского театра юного зрителя.

## Личная жизнь
С 7 июня 2008 по апрель 2010 года был женат на актрисе Марине Александровой. Расстались из-за измены Ивана, о чём он признался в передаче Бориса Корчевникова. В июле 2018 года женился на Елене Власовой — модели, экономисте, банковской служащей.

## Театральные работы
Московский театр «Современник»
- 2006 — «Антоний&Клеопатра. Версия» по пьесе Олега Богаева и Кирилла Серебренникова по мотивам У. Шекспира; режиссёр: Кирилл Серебренников — Октавий Цезарь
- 2007 — «Горе от ума» А. Грибоедова; режиссёр: Римас Туминас — Чацкий
- 2007 — «Три сестры» А. Чехова — Тузенбах
- 2007 — «Три товарища» Э. Ремарка — Роберт Локамп
- 2007 — «Джентльмен» А. Сумбатова-Южина — Андрей Остужев
- 2022 — «Интуиция» — Егор Матвеев
- 2022 — «Житие FM» — ведущий новостей
- 2023 — «Мещане» М. Горького — Нил

## Фильмография

### Актёрские работы
- 2001 — Пираты Эдельвейса  / Edelweisspiraten — Карл Рипке
- 2002 — Золушка в сапогах — Гершензон
- 2004 — Курсанты — Рэм Райский
- 2005 — Громовы — Семён
- 2005 — Последний уик-энд — Кирилл
- 2005 — Золотые парни — Валерка Родионов
- 2006 — Мёртвое поле — Мамашин, лейтенант
- 2006 — Такси для ангела — Петя Чиж
- 2006 — Охотник — Игорь Галактионов
- 2007 — Трое и Снежинка — Стёпик
- 2007 — Грех — Павел
- 2007 — Любовь на острие ножа — Миша Золин
- 2007 — Квартирный вопрос — Леонид Котырев
- 2007 — Ваша честь — Валерий Шатов
- 2007 — Искушение — Андрей, старший сын Игоря Васильевича
- 2007 — Дом на набережной — Вадим Глебов (в молодости)
- 2007 — Долг — Павел
- 2007 — Тяжёлый песок — Генрих Ивановский, сын Рахили
- 2008 — Завещание ночи — Ким
- 2008 — Все не случайно — Андрей
- 2009 — Застава Жилина — Александр Петрович Ананьев, лейтенант, лётчик
- 2009 — Журов (фильм № 2 «Игра в куклы», серии № 3-4) — Артём Гришин
- 2009 — Дом на Озёрной — Виктор, одноклассник Димы
- 2009 — Приказано уничтожить! Операция: «Китайская шкатулка» — Леонид Осипович Костромец, старший лейтенант
- 2010 — Смерть Вазир-Мухтара — Иван Сергеевич Мальцов, секретарь русской миссии
- 2010 — Котовский — Алексей Зильберг («Немец»)
- 2010 — Небо в огне — Николай Воронин, лейтенант
- 2010 — Дом Солнца — Павел Кочетков («Малой»)
- 2010 — Допустимые жертвы — Владислав Викторович, начальник Кати
- 2010 — Зайцев, жги! История шоумена — Игорь Андреевич, модный режиссёр
- 2011 — На солнечной стороне улицы — Лёня, математик
- 2011 — Одуванчик — Родион
- 2011 — МУР — Игорь Муравьёв, офицер МУРа
- 2011 — Моя безумная семья! — Костя Муравейников
- 2011 — Чужие крылья — Николай Воронин, лейтенант, лётчик
- 2012 — Однолюбы — Иван Удальцов, сын Николая и Ларисы
- 2013 — Билет на Vegas — Макс
- 2013 — Особенности национальной маршрутки — Николай Грабарь
- 2013 — Жена офицера — Денис Никольский, художник
- 2013 — Пётр Лещенко. Всё, что было… — Пётр Лещенко (в молодости)
- 2013 — Пираньи — Андрей Логинов
- 2013 — Птица в клетке — Борис Ланской
- 2013 — Алмаз в шоколаде — Дмитрий Савичев
- 2014 — Узнай меня, если сможешь — Никита Громов / Илья Авдеев
- 2014 — Минус один — Василий
- 2015 — Мужики и бабы — Успенский
- 2017 — Вторая жизнь — Андрей
- 2019 — Шпион № 1 — Дмитрий Чайкин
- 2019 — Игрушка — Егор
- 2020 — Давай найдём друг друга — Сергей
- 2020 — Уравнение с неизвестными. Химия убийства — Игорь Маратович Болдин (Марадона), оперуполномоченный полиции, отец Сони
- 2020 — Уравнение с неизвестными. Сегодня ты умрёшь — Игорь Маратович Болдин (Марадона), оперуполномоченный полиции, отец Сони
- 2021 — Корпорация Ad Libitum — клиент Ad Libitum
- 2021 — Рокировка — Антон Денисович Шведов, совладелец кондитерской фабрики «Феникс», муж и компаньон Полины Максимовны Шведовой
- 2022 — Начальник разведки — Джон Кернкросс
- 2024 — 10 дней до весны — Виталий
- 2024 — Любовь Советского Союза  — Лев Мехлис

### Режиссёр
- 2009 — Как всегда (короткометражка)
- 2011 — Седьмой (короткометражка)

### Сценарист
- 2011 — Седьмой (короткометражка)

### Продюсер
- 2009 — Как всегда (короткометражка)
- 2011 — Седьмой (короткометражка)

### Клипы
- 2011 — «Гражданин „Р“» Dino MC 47

## Общественная позиция
Иван Стебунов поддержал военное вторжение России на Украину. Посетил московский единый пункт отбора добровольцев .

## Награды
- Медаль ордена «За заслуги перед Отечеством» II степени (14 марта 2024 года) — за заслуги в развитии отечественной культуры и искусства, многолетнюю плодотворную творческую деятельность[7].